# Letonniemi
Letonniemi este o arie protejată (arie specială de conservare — SAC, sit de importanță comunitară — SCI) din Finlanda întinsă pe o suprafață de 42 ha, integral pe uscat.

## Localizare
Centrul sitului Letonniemi este situat la coordonatele 65°03′32″N 25°24′02″E / 65.0589°N 25.4006°E.

## Înființare
Situl Letonniemi a fost declarat sit de importanță comunitară în august 1998 pentru a proteja un număr necunoscut de specii din flora spontană și fauna sălbatică aflate în arealul zonei. Situl a fost protejat și ca arie specială de conservare în aprilie 2015.

## Biodiversitate
Situată în ecoregiunea boreală, aria protejată conține 5 habitate naturale: Pășuni de coastă din Baltica boreală, Mlaștini turboase de tranziție și turbării mișcătoare, Păduri naturale în etape succesive primare ale suprafețelor emergente de coastă, Păduri fino-scandinave bogate în ierburi cu Picea abies, Mlaștini împădurite.
La baza desemnării sitului se află un număr nedeclarat de specii protejate.
Pe lângă speciile protejate, pe teritoriul sitului au mai fost identificate 7 specii de păsări.